# ハウメア族

ハウメア族（緑色）、他のキュビワノ族（青色）、冥王星族と他の共鳴外縁天体（赤色）、散乱円盤天体（灰色）

ハウメア族 (Haumea family) は、太陽系外縁天体で確認されている唯一の衝突族である。即ち、似たような軌道要素とスペクトル（ほぼ純粋な水の氷）を持ち、1つの祖先天体の衝突に起源を持つことが示唆されている、太陽系外縁天体で唯一のグループである。計算により、恐らく太陽系外縁天体で唯一の衝突族であることが示されている。
| 天体               | 絶対光度(H) | 直径 アルベド=0.7 | V-R  |
| ------------------ | ----------- | ----------------- | ---- |
| ハウメア           | 0.03        | 1,460 km          | 0.33 |
| (55636) 2002 TX300 | 3.2         | 364 km            | 0.36 |
| (145453) 2005 RR43 | 4.0         | 252 km            | 0.41 |
| (120178) 2003 OP32 | 4.0         | 230 km            | 0.39 |

## 計算
準惑星ハウメアは、族で最大の天体であり、分化が進んだ祖先天体の核であった。同定された他の天体としては、ハウメアの衛星やエッジワース・カイパーベルト天体の(55636) 2002 TX300、(24835) 1995 SM55、(19308) 1996 TO66、(120178) 2003 OP32、(145453) 2005 RR43、(86047) 1999 OY3、2003 UZ117、(308193) 2005 CB79、2003 SQ317、2009 YE7 がある。全て、ハウメアからの放出速度は150m/s以下である。最も明るいハウメア族は、直径400から700kmに相当する絶対光度で、準惑星候補天体とされているが、アルベドが高いため、準惑星とはされていない。固有軌道要素の分散は、数%以下である（軌道長半径5%、軌道傾斜角1.4°、軌道離心率0.08）。上図では、他の太陽系外縁天体と比べたハウメア族の軌道要素を示している。
天体の共通する物理的性質には、水の氷に特徴的な赤外線（1.5μmと2.0μm）の顕著な吸収線がある。

## 形成と進化
衝突前の祖先天体は、直径1660km、密度~2.0g/cm3で、冥王星やエリスと近い。衝突の際、ハウメアはほぼ氷でできた約20%の質量を失い、密度がより大きくなった。
ハウメア族の現在の軌道は、形成時の衝突のみに起因するものではない。軌道要素の広がりを説明するためには、初速度の分布は~400m/sである必要があるが、このような速度の広がりは、破片をより遠くに分散させてしまう。この問題は、ハウメア自身のみに当てはまり、他の全ての天体の軌道要素は、初速度の分布として~140 m/sだけが必要である。この必要な速度分布のミスマッチを説明するために、Brown et al.は、ハウメアは当初、ハウメア族の他の天体とより近い軌道要素（特に軌道離心率）を持っていて、衝突の後にそれが変わったという説を提唱した。この説では、ハウメア族の他の天体とは異なり、ハウメアは、海王星との7:12共鳴に近い無秩序な軌道を取り、ハウメアの軌道離心率を現在の値にまで上昇させたとする。
2つ目の説は、この族の起源がもっと複雑なものであるとする。即ち、衝突で大きなハウメアの衛星に融合したのではなく、物質が噴出し、それが潮汐加速のために徐々にハウメアとの距離を広げ、2度目の衝突で破片が外側に散らばったとする。この2つ目のシナリオでは、初速度の分布は~190 m/sとなり、測定される~140 m/sという速度分布とかなり近くなる。この説では、観測される~140 m/sという分布がハウメアからの脱出速度~900 m/sよりもかなり小さいという問題も避けることができる。
ハウメアは恐らく、カイパーベルトで唯一の、細長く、高速自転する大きな天体であるという訳ではない。2002年、Jewitt and Sheppardは、ヴァルナが高速自転のために細長くなっていると主張した。太陽系の歴史の初期には、太陽系外縁領域には現在よりも多くの天体が存在し、天体の衝突可能性も高まっていた。海王星との重力相互作用は、カイパーベルトの多くの天体を、より遠い散乱円盤天体とした。
衝突族の存在は、ハウメアとその「子孫」は、散乱円盤に起源を持つことを示唆する。今日のまばらなカイパーベルトでは、太陽系の年齢の間にこのような衝突が起こる機会は、0.1%以下である。このような強く結びついたグループは、海王星のマイグレーションで擾乱されるため、より密度の高い原初のカイパーベルトで衝突族が形成された可能性はない。そのため、このような衝突がはるかに起こりやすい散乱円盤領域が、ハウメア族の天体の起源の場所である可能性が高い。シミュレーションによると、太陽系にそのような族が1つある確率は約50%であり、ハウメア族は唯一の族である可能性がある。

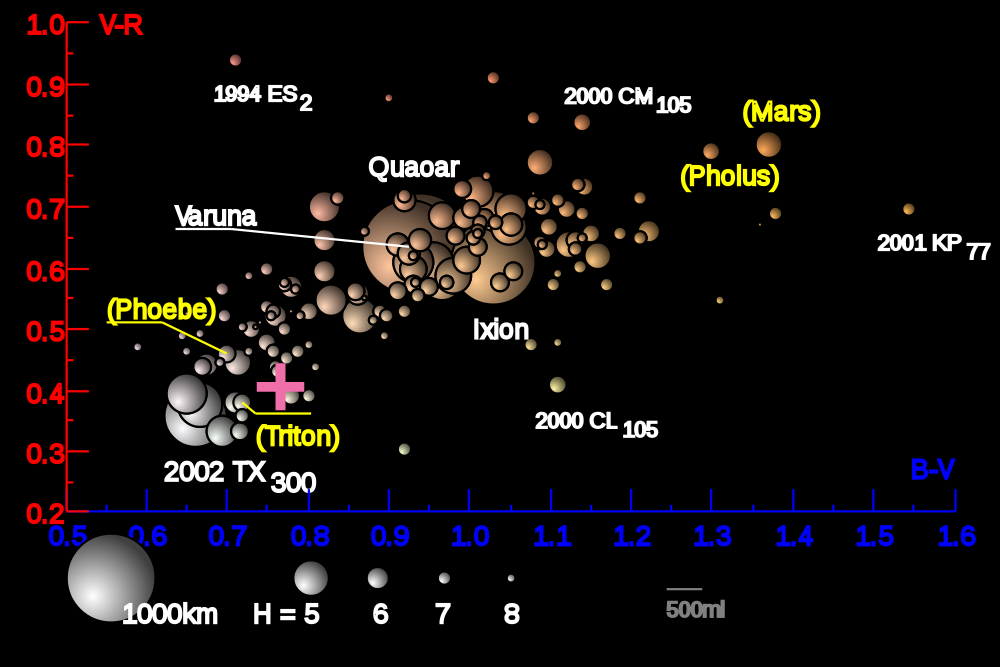
太陽系外縁天体の色プロットで、 + の点は、 (B-V=0.77, V-R=0.41)である。ハウメア族の他の全ての天体は、この点よりも左下にある。

衝突族が現在ほど分散するためには、少なくとも10億年が必要であるため、ハウメア族を形成した衝突は、太陽系の歴史のごく初期に発生したと信じられている。これは、Rabinowitz et al.が発見した、この族の天体の表面が著しく明るいという事実と矛盾する。天体の色は、これらが最近（1億年以内）に、新鮮な氷によって再び覆われたことを示している。10億年というタイムスケールでは、太陽からのエネルギーは天体の表面をより赤く、より暗くし、現在の若々しい色に対する説明はまだできていない。
しかし、ハウメアの可視光及び近赤外線スペクトルのより詳細な観測で、表面は、8%以下の有機物を含む不定形と結晶性の割合が1:1の氷で均質に覆われていることが示された。この不定形の氷の割合の高い値は、衝突が1億年以上前に起こったことを示す。この結果は、天体が若い表面を持つという推測を否定する。